# سیارک ۲۱۵۷۶
سیارک ۲۱۵۷۶ (به انگلیسی: 21576 McGivney، نامگذاری:1998SH4) بیست و یک هزار و پانصد و هفتاد و ششمین سیارک کشف شده‌است که در ۱۹ سپتامبر ۱۹۹۸ کشف شد.
قدر مطلق سیارک برابر ۲۲.۴ است.